# Richard P. Rubinstein
Richard P. Rubinstein est un producteur américain né le 15 juin 1947 à New York. Il a produit plusieurs films de George A. Romero, des adaptations des romans de Stephen King et des feuilletons autour de l'univers de Dune de Frank Herbert.

## Filmographie
- 1977 : Martin de George A. Romero
- 1978 : Zombie de George A. Romero
- 1981 : Knightriders de George A. Romero
- 1982 : Creepshow de George A. Romero
- 1985 : Le Jour des morts-vivants de George A. Romero
- 1987 : Creepshow 2 de Michael Gornick
- 1989 : Simetierre (Pet Sematary) de Mary Lambert
- 1990 : Darkside : Les Contes de la nuit noire de John Harrison
- 1991 : The Secrets of Dick Smith (TV)
- 1993 : Innocentes Victimes (Precious Victims) (TV)
- 1994 : The Vernon Johns Story (TV)
- 1995 : Les Langoliers (TV)
- 1996 : Pour le meilleur et pour le pire (TV)
- 1996 : Au cœur du scandale (TV)
- 1996 : La Peau sur les os de Tom Holland
- 1997 : Les Ailes de la nuit de Mark Pavia
- 2000 : Dune (feuilleton TV)
- 2003 : Les Enfants de Dune (Children of Dune) (feuilleton TV)
- 2004 : L'Armée des morts de Zack Snyder
- 2008 : Giving It Up